# Christopher Nicole
Christopher Nicole (* 7. prosince 1930) je britský romanopisec. Narodil se skotským rodičům v Georgetownu v tehdejší Britské Guyaně, kde rovněž vyrůstal. Kromě Guyany studoval také na Barbadosu. Roku 1957 se usadil na ostrově Guernsey. Téhož roku vydal svou první knihu, první román následoval o dva roky později. Příběhy jeho prvních děl se odehrávaly v Karibiku, později napsal řadu historických románů, ale také romantických románů. Kromě svého vlastního jména publikoval také pod pseudonymy Peter Grange, Andrew York, Robin Cade, Mark Logan, Christina Nicholson, Alison York, Leslie Arlen, Robin Nicholson, C.R. Nicholson, Daniel Adams, Simon McKay, Caroline Gray, Alan Savage a Nicholas Grant.